# Кобец, Александр Анатольевич
Алекса́ндр Анато́льевич Ко́бец (бел. Аляксандр Анатолевіч Кобец; 11 июня 1981, Солигорск) — белорусский футболист, полузащитник.

## Клубная карьера
Шесть лет играл за борисовский «БАТЭ», с которым дважды становился чемпионом страны. Потом играл за «Гомель» и «Витебск».
В январе 2011 года подписал контракт с новополоцким «Нафтаном», где постоянно выступал в основном составе.
В марте 2013 года перешёл в мозырьскую «Славию». Сначала не попадал в основу и лишь изредка выходил на замену. В конце сезона, однако, стал появляться в стартовом составе команды, но не сумел спасти её от вылета в Первую лигу.
По окончании сезона 2013 покинул «Славию», но перед началом нового сезона вернулся в её состав и стал одним из лидеров клуба в Первой лиге. В результате помог клубу вернуться в элитный дивизион. Сезон 2015 начал, выходя на замену, но вскоре закрепился в стартовом составе мозырян. В сезоне 2016 появлялся на поле нерегулярно и по окончании сезона покинул команду.

## Международная карьера
В начале 2000-х играл за молодёжную сборную Беларуси.

## Достижения
- Чемпион Беларуси: 2002, 2006
- Серебряный призёр чемпионата Беларуси: 2003, 2004, 2007
- Бронзовый призёр чемпионата Беларуси: 2001
- Обладатель Кубка Беларуси: 2005/06, 2011/12